# Keith Campbell (coureur)
Keith Campbell (Melbourne, 2 oktober 1931 – Cadours, 13 juli 1958) was een Australisch motorcoureur.

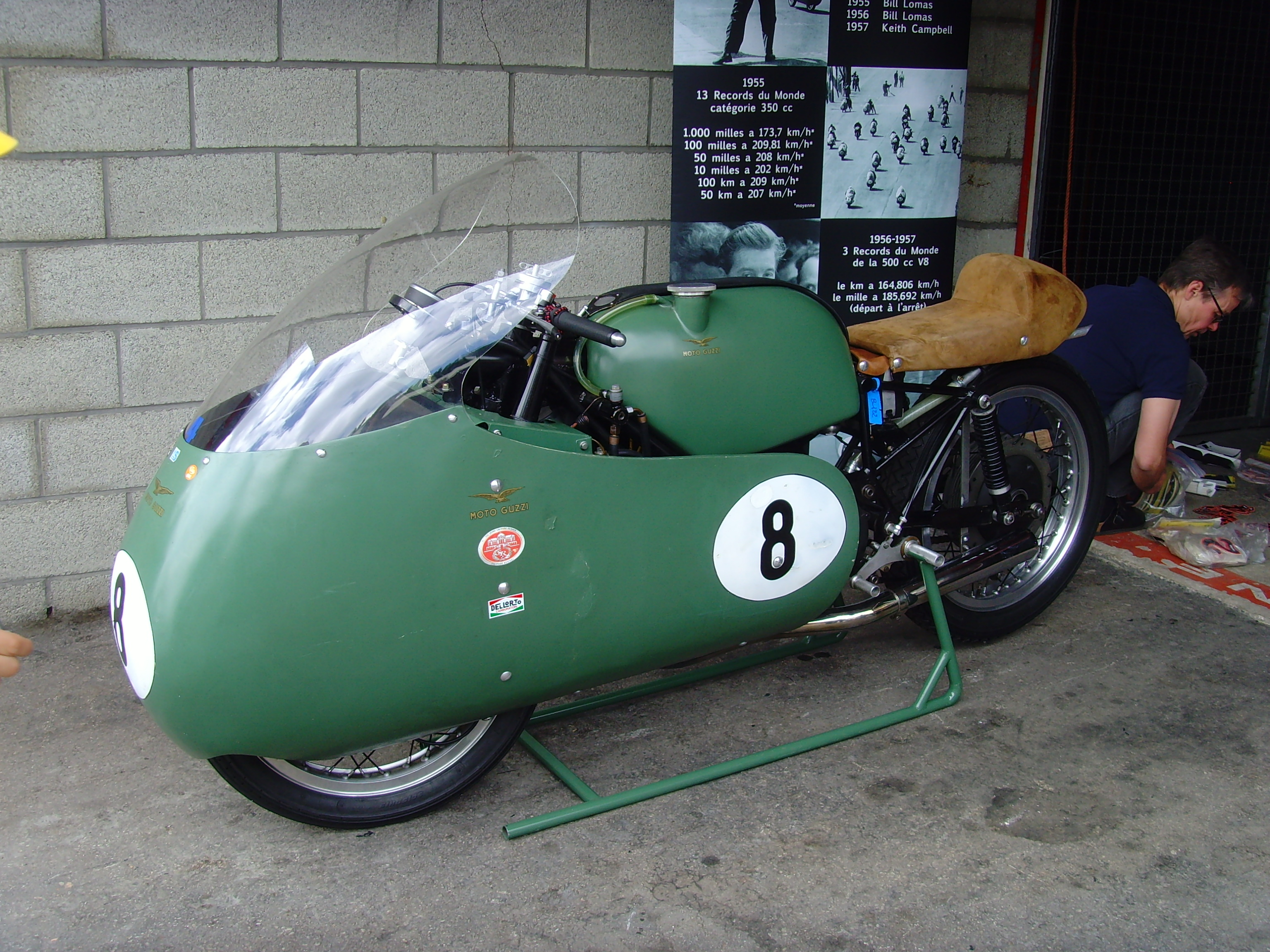
Moto Guzzi Monocilindrica 350

Zijn beste seizoen was dat van 1957, toen hij de eerste Australische wereldkampioen wegrace werd door de 350 cc titel te winnen met een Moto Guzzi. 
Campbell verscheen in 1951 voor het eerst bij de Manx Grand Prix, waaraan hij enkele jaren met Velocettes deelnam. In 1952 reed hij echter voorlopig voor het laatst op de Snaefell Mountain Course, tot hij in het seizoen 1957 als fabrieksrijder voor Moto Guzzi weer terugkwam. 
Zijn eerste podiumplaats scoorde hij in de GP van België in het seizoen 1955. Hij reed in die jaren met Norton Manx machines en erg overtuigend waren zijn prestaties niet. Dat had alles te maken met het feit dat Campbell helemaal niet deel wilde nemen aan WK-races omdat hij veel meer geld verdiende met internationale races buiten het WK, die hij bijna altijd won. Toch kreeg hij voor de Grand Prix des Nations van 1956 van Moto Guzzi twee Moto Guzzi Monocilindrica racers en in het seizoen 1957 zelfs een fabriekscontract. 
Het seizoen kende slechts zes wedstrijden, maar Keith Campbell won er met zijn Moto Guzzi Monocilindrica 350 drie en werd wereldkampioen. 
Aan het einde van het seizoen trouwde hij met Geraldine Reid, de zuster van Geoff Duke's vrouw Patricia. Voor hun huwelijksreis reisden Geraldine en Keith voor de kerstdagen terug naar Australië. 
Intussen was Moto Guzzi gestopt met wegraces en de fabrieksteams waren opgeheven, op MV Agusta na. Campbell ging weer verder als privérijder met Nortons. Hij haalde podiumplaatsen in de TT van Assen en de Grand Prix van België en zou de ster worden bij een internationale race op het Franse Circuit de Cadours in juli 1958. Hij miste hier een bocht, crashte en overleed. Als doodsoorzaak werd een schedelbreuk vastgesteld. Zijn vrouw was bij deze race aanwezig, maar zag het ongeluk niet gebeuren. 
In 1958 schreef hij zich ook eenmaal in voor een Formule 1-race, de Grand Prix van Monaco van dat jaar voor het team Maserati. Hij verscheen echter niet aan de start en schreef zich nooit meer in voor een Formule 1-race.

## Wereldkampioenschap wegrace resultaten
(Races in cursief geven de snelste ronde aan)
| Jaar | Klasse | Team       | Motorfiets         | 1     | 2       | 3           | 4       | 5       | 6       | 7     | 8       | 9     | Punten | Plaats | Overwinningen |
| ---- | ------ | ---------- | ------------------ | ----- | ------- | ----------- | ------- | ------- | ------- | ----- | ------- | ----- | ------ | ------ | ------------- |
| 1953 | 500 cc | Privé      | Norton 30M Manx    | IOM - | NED DNF | BEL 15      |         | FRA -   | ULS -   | ZWI - | NAT -   | SPA - | 0      | -      | 0             |
| 1954 | 500 cc | Privé      | Norton 30M Manx    | FRA - | IOM -   | ULS afgebr. | BEL 5   | NED DNF | DUI -   | ZWI - | NAT -   | SPA - | 2      | 19e    | 0             |
| 1955 | 350 cc | Privé      | Norton 40M Manx    |       | FRA -   | IOM -       | DUI -   | BEL 3   | NED -   | ULS - | NAT -   |       | 4      | 11e    | 0             |
| 1955 | 500 cc | Privé      | Norton 30M Manx    | SPA - | FRA -   | IOM -       | DUI DNF | BEL -   | NED DNF | ULS - | NAT DNF |       | 0      | -      | 0             |
| 1956 | 350 cc | Moto Guzzi | Monocilindrica 350 |       |         |             |         |         | NAT DNF |       |         |       | 0      | -      | 0             |
| 1956 | 500 cc | Privé      | Norton 30M Manx    | IOM - | NED -   | BEL DNF     | DUI DNF | ULS -   |         |       |         |       | 0      | -      | 0             |
| 1956 | 500 cc | Moto Guzzi | Monocilindrica 500 |       |         |             |         |         | NAT DNF |       |         |       | 0      | -      | 0             |
| 1957 | 350 cc | Moto Guzzi | Monocilindrica 350 | DUI - | IOM 2   | NED 1       | BEL 1   | ULS 1   | NAT -   |       |         |       | 30     | 1e     | 3             |
| 1957 | 500 cc | Moto Guzzi | Monocilindrica 500 | DUI - | IOM 5   | NED -       | BEL DNF | ULS -   | NAT -   |       |         |       | 2      | 16e    | 0             |
| 1958 | 350 cc | Privé      | Norton 40M Manx    | IOM - | NED 3   | BEL 3       | †       | †       | †       | †     | †       | †     | 8      | 7e     | 0             |
| 1958 | 500 cc | Privé      | Norton 30M Manx    | IOM - | NED -   | BEL 2       | †       | †       | †       | †     | †       | †     | 6      | 9e     | 0             |